# De fyra friheterna

Europeiska flaggan

De fyra friheterna är fyra olika friheter som utvecklats inom Europeiska unionen och som innefattar
- fri rörlighet för varor,
- fri rörlighet för tjänster,
- fri rörlighet för personer (inbegripet fri rörlighet för arbetstagare), och
- fri rörlighet för kapital.

De fyra friheterna utgör kärnan i den inre marknaden och syftar till att göra det möjligt att enkelt handla, resa och flytta inom unionen. Genom EES-avtalet omfattas även Island, Liechtenstein och Norge av de flesta bestämmelserna om de fyra friheterna. Även Schweiz omfattas till viss del genom mellanstatliga avtal med unionen, däribland avtalet om fri rörlighet för personer.
De första stegen mot att underlätta fri rörlighet genom europeiskt samarbete togs genom Parisfördraget, som trädde i kraft den 23 juli 1952 och som införde fri rörlighet för arbetstagare inom kol- och stålsektorerna. Genom Romfördraget, som trädde i kraft den 1 januari 1958, lades grunden för att upprätta en gemensam marknad där hinder för rörligheten av varor, tjänster, arbetstagare och kapital skulle tas bort under en tolvårig övergångsperiod.
Trots avskaffandet av bland annat alla tullavgifter och kvantitativa import- och exportrestriktioner mellan medlemsstaterna kvarstod dock många handelshinder in på 1980-talet till följd av stora skillnader mellan de nationella lagstiftningarna, till exempel vad gällde produktregler för varor. Genom europeiska enhetsakten, som trädde i kraft den 1 juli 1987, lades slutligen grunden för en inre marknad bestående av ”ett område utan inre gränser, där fri rörlighet för varor, personer, tjänster och kapital säkerställs”, framför allt genom införandet av kvalificerad majoritet för antagandet av harmoniseringsåtgärder. Fri rörlighet för kapital genomfördes den 1 juli 1990 och hela den inre marknaden förverkligades den 1 januari 1993. Genom Maastrichtfördraget, som trädde i kraft den 1 november 1993, infördes även ett unionsmedborgarskap kopplat till rätten att få fritt röra sig och uppehålla sig inom medlemsstaternas territorium. Gränskontrollerna vid de inre gränserna inom Schengenområdet avskaffades den 26 mars 1995 för att underlätta den fria rörligheten. Den gemensamma valutan euro infördes den 1 januari 1999 och ett gemensamt betalningsområde skapades under 2000- och 2010-talet för att ytterligare förstärka de fyra friheterna.